# Theodor Ghițescu
Theodor Ghițescu (Bucarest, 24 gennaio 1934 – Bucarest, 22 novembre 2008) è stato uno scacchista rumeno.
Ha ottenuto il titolo di Maestro internazionale nel 1962 e di Grande maestro Honoris causa nel 1986.

## Principali risultati
Ha partecipato a diversi campionati rumeni, vincendo il titolo nel 1963 e classificandosi secondo nel 1961, 1972, 1975 e 1977.
Ha vinto il torneo B di Wijk aan Zee nel 1966 e 1973 e il torneo internazionale di Bucarest nel 1976 (davanti a Jozsef Pinter e Evgeny Sveshnikov).
Con la nazionale rumena ha partecipato a 12 edizioni delle Olimpiadi degli scacchi dal 1956 al 1984, ottenendo complessivamente il 57,9% dei punti.
Ha ottenuto il suo più alto rating FIDE in luglio 1971, con 2460 punti Elo.